# إيرما
إيرما (بالفرنسية: Irma Pany)‏ هي كاتبة غنائية ومغنية كاميرونية، ولدت في 15 يوليو 1988 في دوالا في الكاميرون.

## وصلات خارجية
- الموقع الرسمي
- إيرما على موقع ميوزك برينز (الإنجليزية)
- إيرما على موقع أول ميوزيك (الإنجليزية)
- إيرما على موقع ديسكوغز (الإنجليزية)